# 北色雷斯

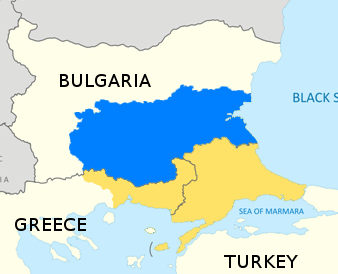
藍色區域是北色雷斯

北色雷斯是色雷斯的北部範圍，佔據色雷斯最大部分。北色雷斯又稱保加利亞色雷斯，位於南保加利亞，北界是巴爾幹山脈，南界是保加利亞和希臘、土耳其的國境，西界是奈斯托斯河，東界是黑海。1885年，這一地區成為保加利亞公國的領土。